# Aphanicercella
Aphanicercella is een geslacht van steenvliegen uit de familie Notonemouridae. De wetenschappelijke naam van het geslacht is voor het eerst geldig gepubliceerd in 1931 door Tillyard.

## Soorten
Aphanicercella omvat de volgende soorten:
- Aphanicercella barnardi (Tillyard, 1931)
- Aphanicercella bifurcata Barnard, 1934
- Aphanicercella bullata Stevens & Picker, 1999
- Aphanicercella cassida Barnard, 1934
- Aphanicercella clavata Stevens & Picker, 1999
- Aphanicercella flabellata Stevens & Picker, 1999
- Aphanicercella nigra Barnard, 1934
- Aphanicercella quadrata Barnard, 1934
- Aphanicercella scutata Barnard, 1934
- Aphanicercella securata Stevens & Picker, 1999
- Aphanicercella spatulata Stevens & Picker, 1999